# Members Only, Vol. 3
XXXTENTACION Presents: Members Only, Vol. 3, noto anche semplicemente come Members Only, Vol. 3, è il terzo mixtape del rapper statunitense XXXTentacion con i Members Only, pubblicato il 26 giugno 2017 dalla Empire Distribution.
L'album include molti artisti del gruppo Members Only, tra i quali Ski Mask the Slump God, Wifisfuneral, Bass Santana, Robb Banks, Craig Xen e altri. Questo è stato l'ultimo mixtape dei Members Only pubblicato mentre XXXTentacion era ancora in vita, dato che è stato ucciso il 18 giugno 2018 a Deerfield Beach, in Florida.

## Antefatti
Nel febbraio 2017, XXXTentacion annuncia in un'intervista con XXL l'arrivo imminente del mixtape Members Only, Vol. 3 con il collettivo Members Only, confermando l'arrivo del suo album in studio di debutto 17 e il mixtape I Need Jesus. Il 16 aprile 2017, dopo essere uscito di prigione, XXXTentacion rivela la copertina del mixtape sul suo account Twitter. La copertina contiene le foto di alcuni dei suoi frequenti collaboratori come Ski Mask the Slump God e Wifisfuneral, così come articoli di stampa che parlano delle origini del collettivo.
Il progetto fu pubblicato il 26 giugno 2017, prima della data di rilascio precedentemente prevista a causa della violazione dell'account email di XXXTentacion, come rivelato dal rapper sul suo Snapchat.

## Tracce
1. Find Me (Intro) (XXXTentacion) – 2:59 (testo: Jahseh Onfroy – musica: GetRichard)
2. Off the Wall! (XXXTentacion, Ski Mask the Slump God) – 3:23 (testo: Jahseh Onfroy, Stokeley Goulbourne, Dontarian Hollis – musica: Michael Piroli, BYOU$)
3. WHATINXXXTARNATION!? (XXXTentacion, Ski Mask the Slump God) – 2:44 (testo: Jahseh Onfroy, Stokeley Goulbourne – musica: Stain)
4. Wassup Vro! (Craig Xen) – 2:17 (testo: Craig Gordwin – musica: HighAF, Diablo)
5. H2O (Ski Mask the Slump God, XXXTentacion) – 2:19 (testo: Jahseh Onfroy, Stokeley Goulbourne – musica: Khaed)
6. BUTTHOLE GIRL! (XXXTentacion, Tankhead, Robb Banks, Craig Xen) – 3:03 (testo: Jahseh Onfroy, Tankhead, Richard Burrell, Craig Gordwin – musica: Natra Average)
7. STATIC SHOCK (INTERLUDE) (XXXTentacion, Ski Mask the Slump God) – 1:29 (testo: Jahseh Onfroy, Stokeley Goulbourne – musica: Stain)
8. CAME2KILL (Kid Trunks, XXXTentacion, Craig Xen) – 1:49 (testo: Jahseh Onfroy, Minh Nguyen, Craig Gordwin – musica: Cris Dinero)
9. Boost! (XXXTentacion) – 1:17 (testo: Jahseh Onfroy – musica: Stain)
10. Chokehold (Cooliecut) – 1:25 (testo: Kin$oul, Cooliecut – musica: Stain, Rovin Hosh)
11. 4PEAT (Robb Banks, Ski Mask the Slump God) – 2:42 (testo: Richard Burrell, Stokeley Goulbourne – musica: Cris Dinero)
12. Maxipads 4 Everyone! (XXXTentacion) – 1:49 (testo: Jahseh Onfroy – musica: Stain)
13. Slipknot (XXXTentacion, Kin$oul, Killstation) – 3:29 (testo: Jahseh Onfroy, Nolan Santana, Kin$oul – musica: P. Soul)
14. 777 (Kid Trunks, XXXTentacion) – 3:00 (testo: Jahseh Onfroy, Minh Nguyen – musica: Frank Dukes)
15. Supra (Kin$oul, XXXTentacion) – 3:56 (testo: Jahseh Onfroy, Kin$oul – musica: Benji Armstrong, Alex Freedo)
16. GodDamn (Bass Santana, Kin$oul) – 2:19 (testo: Bass Santana, Kin$oul – musica: Bass Santana)
17. Vulture (Flyboy Tarantino, Kin$oul) – 3:10 (testo: Steven Mancebo, Kin$oul – musica: Blvck Amethyst)
18. Curse (Bass Santana, XXXTentacion, Cooliecut, Kin$oul) – 1:58 (testo: Jahseh Onfroy, Bass Santana, Cooliecut, Kin$oul – musica: Bass Santana)
19. Members Only Shit (Kin$oul, Killstation, Ikabod Veins) – 2:38 (testo: Kin$oul, Bass Santana, Jordan Serin – musica: Bass Santana)
20. ON THAT BITCH (Kid Trunks, Craig Xen, Robb Banks, Kin$oul) – 3:30 (testo: Minh Nguyen, Richard Burrell, Kin$oul – musica: AdamOnTheTrack)
21. Invisible Klip (Kid Trunks, Robb Banks, Ski Mask the Slump God) – 2:05 (testo: Minh Nguyen, Richard Burrell, Stokeley Goulbourne – musica: Cris Dinero)
22. LOL (Bass Santana, Kid Trunks, Flyboy Tarantino) – 3:20 (testo: Bass Santana, Minh Nguyen, Steven Mancebo – musica: Bass Santana)
23. Bowser (Ski Mask the Slump God, XXXTentacion) – 3:07 (testo: Jahseh Onfroy, Stokeley Goulbourne – musica: Purp Dogg)
24. DisDaHateSongBby :/ (Outro) (Wifisfuneral) – 1:56 (testo: Isaiah Rivera – musica: Cris Dinero)

## Classifiche
| Classifica (2018) | Posizione massima |
| ----------------- | ----------------- |
| Belgio (Fiandre)  | 96                |
| Belgio (Vallonia) | 156               |
| Paesi Bassi       | 127               |